# Charles Miles

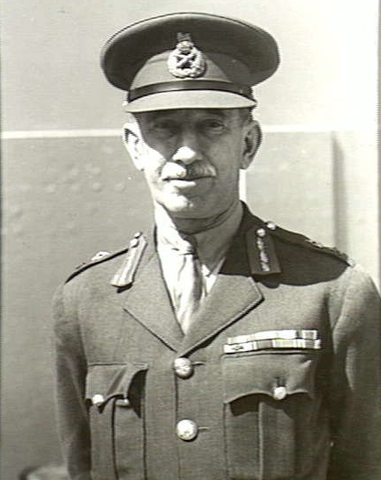
Generalleutnant Charles Miles (1941)

Charles George Norman „C. G. N.“ Miles, CMG, DSO (* 10. November 1884 in Brisbane, Queensland; † 18. Februar 1958) war ein australischer Offizier und zuletzt Generalleutnant der Australian Army, der unter anderem zwischen 1935 und 1939 Kommandant des Royal Military College Duntroon sowie von 1940 bis 1941 Oberkommandierender des Heereskommandos Ost (Eastern Command) war.

## Leben
Charles George Norman „C. G. N.“ Miles trat 1904 in die Australian Army, das Heer Australiens ein, und fand in den folgenden Jahren zahlreiche Verwendungen als Offizier. Während des Ersten Weltkrieges diente er unter anderem als Major im Hauptquartier der Divisionsartillerie der Australian Imperial Force (AIF) und wurde am 12. September 1916 zum Ritter III. Klasse des Sankt-Stanislaus-Ordens ernannt. Im weiteren Kriegsverlauf wurde er fünf Mal im Kriegsbericht erwähnt (Mentioned in dispatches) und mit dem Distinguished Service Order (DSO) ausgezeichnet, ehe er am 2. Januar 1918 zum Companion des Order of St Michael and St George (CMG) ernannt wurde. Im weiteren Kriegsverlauf war er zwischen dem 20. Januar 1918 und dem 31. März 1919 Erster Generalstabsoffizier der 2. Division (2nd Australian Infantry Division) und besuchte zu Beginn der Zwischenkriegszeit  vom 1. April bis zum 22. Dezember 1919 das Staff College Camberley, die Generalstabsakademie der British Army. In dieser Zeit wurde ihm am 1. November 1919 der Brevet-Rang eines Oberstleutnants (Brevet Lieutenant-Colonel) verliehen. Nach seiner Rückkehr war er zwischen dem 1. April und dem 31. August 1920 zunächst Stabsoffizier beim Generalinspekteur sowie vom 1. September 1920 und dem 30. April 1930 Generalstabsoffizier für Operationen und Artillerie im Hauptquartier des Heeres (Army Headquarters). Nachdem er zwischen dem 1. Mai 1921 und dem 30. Januar 1924 Stabsoffizier in der für Operationen, Nachrichtendienst und Ausbildung verantwortlichen Allgemeinen Abteilung (G-Branch) der 2nd Australian Infantry Division war, übernahm er bei gleichzeitiger Verleihung des vorübergehenden Rangs eines Oberstleutnants (Temporary Lieutenant-Colonel) vom 31. Januar 1924 bis zum 8. September 1925 den Posten als Direktor für Kriegskunst an der Royal Military College Duntroon.

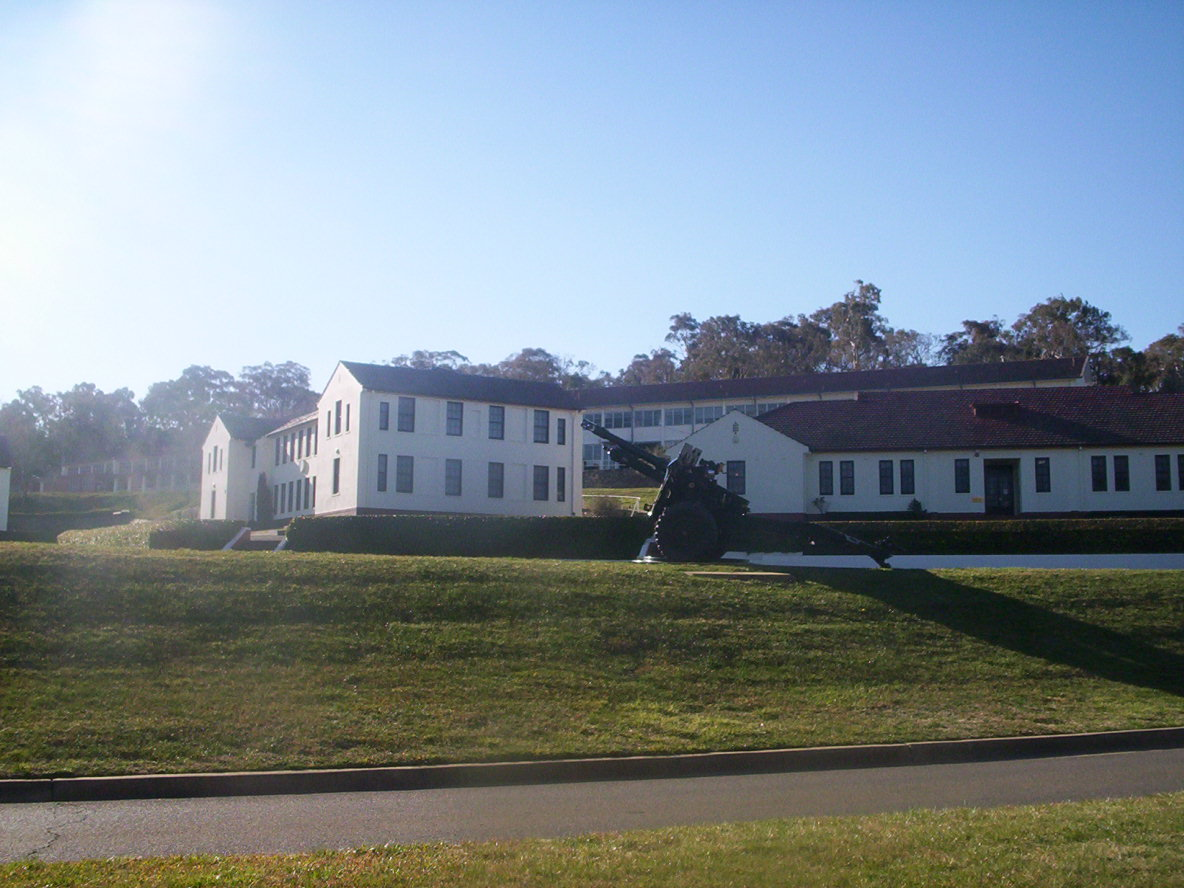
Miles war unter anderem zwischen 1935 und 1939 Kommandant des Royal Military College Duntroon.

Nachdem Miles den vorübergehenden Rang eines Oberstleutnants aufgegeben hatte, war er zwischen dem 9. September 1925 und dem 5. November 1927 als Austauschoffizier in Britisch-Indien eingesetzt und war dort zunächst vom 9. Oktober 1925 bis zum 2. April 1926 Brigademajor des selbständigen Brigadegebiets von Allahabad. Danach fungierte er zwischen dem 3. April 1926 und dem 7. Januar 1927 als Brigademajor der 15. Indischen Infanteriebrigade sowie zuletzt vom 8. Januar bis zum 2. Oktober 1927 Zweiter Generalstabsoffizier im Stab des Militärbezirks Belutschistan, wobei ihm in dieser Verwendung am 1. Februar 1927 der Brevet-Rang eines Oberst (Brevet Colonel) verliehen wurde. Nach seiner Rückkehr befand er sich zwischen dem 21. November und dem 6. Dezember 1927 in einer vorübergehenden Abordnung in der Allgemeinen Abteilung und fungierte anschließend vom 7. Dezember 1927 bis zum 20. April 1935 als Direktor für militärische Ausbildung im Hauptquartier des Heeres. Zugleich bekleidete er zwischen dem 1. Februar 1933 und dem 31. Januar 1937 das Amt als Aide-de-camp des Generalgouverneurs von Australien, Sir Isaac Isaacs (22. Januar 1931 bis 23. Januar 1936) beziehungsweise von dessen Nachfolger Alexander Hore-Ruthven (23. Januar 1936 bis 30. Januar 1945). Nachdem ihm der vorübergehende Rang eines Oberst (Temporary Colonel) verliehen wurde, löste er am 1. April 1935 Colonel John Lavarack als Kommandant des Royal Military College Duntroon ab und bekleidete dieses Amt bis zum 12. Oktober 1939, woraufhin Brigadier Eric Plant seine Nachfolge antrat. Zugleich fungierte er zwischen dem 21. April 1935 und dem 12. Oktober 1939 als Kommandant der Ausbildungsschulen des Heeres im 2. Militärbezirk (2nd Military District), bekam am 1. September 1935 den vorübergehenden Rang eines Brigadegenerals (Temporary Brigadier) verliehen und fungierte des Weiteren vom 1. Juli 1936 bis zum 13. Oktober 1939 als Aide-de-camp von König Georg VI.
Miles bekam am 13. Oktober 1939 den lokalen Rang eines Generalmajors (Local Major General) verliehen und war darauf zwischen dem 13. Oktober 1939 und 1940 sowohl Generaladjutant im Hauptquartier des Heeres als auch Zweites Militärisches Mitglied des Militärausschusses (Military Board). Zuletzt übernahm er am 1. August 1940 von Lieutenant-General Vernon Sturdee den Posten als Oberkommandierender des Heereskommandos Ost (General Officer Commander in Chief, Eastern Command), das aus dem früheren 2. Militärbezirk hervorgegangen war. Dieses Kommando hatte er bis zum 23. Dezember 1941 inne und wurde daraufhin von Lieutenant-General Henry Wynter abgelöst. Mit seinem Eintritt in den Ruhestand wurde ihm am 11. November 1944 schließlich der Ehrenrang eines Generalleutnants (Honorary Lieutenant-General) verliehen.

## Hintergrundliteratur
- C. E. W. Bean: The Australian Imperial Force in France during the Allied Offensive, 1918. Official History of Australia in the War of 1914–1918, Band VI, Angus & Robertson, Sydney 1942, S. 338